# Nick Nowicki
Pour les articles homonymes, voir Nowicki.
Zbigniew "Nick" Nowicki est un ancien pilote de rallyes kenyan.

## Biographie
Fidèle à la marque Peugeot, ce coureur dispute des compétitions automobiles de niveau international en rallyes durant une vingtaine d'années, de 1953 (copilote cette année-là, pour la 1re édition kényane) à 1972, essentiellement au Safari Rally du Kenya.

## Palmarès
- 11e East African Rally du Kenya: 1963, sur Peugeot 404 du Team Marchal de Bert Shankland (copilote son compatriote Paddy B. Cliff);
- 16e East African Rally du Kenya: 1968, sur Peugeot 404 Injection du Team Marchal (copilote toujours P.B.Cliff);
  - 2e du 10e East African Rally du Kenya: 1962, sur Peugeot 404 (copilote P.B.Cliff);
- 1er du Corona Rally du Kenya en classe C (800 cm3 et plus) pour l'année 1957, comme copilote de J.J.Feeney, sur Peugeot 403;
- 1er de l'East African Rally du Kenya en classe D (plus de 2L.) pour l'année 1961, sur Peugeot 404 (copilote I.Philip);
  - 3e du Corona Rally du Kenya en classe B pour l'année 1954, sur Peugeot 203 (copilote G.R.Duff);
  - 3e du Corona Rally du Kenya en classe léopard (plus de 850 cm3) l'année 1958, comme copilote de J.J.Feeney, sur Peugeot 403;
  - 5e du Corona Rally du Kenya en classe B pour l'année 1953, comme jeune copilote de  S.S.MacFarlane, sur Peugeot 203;
  - 10e de l'East African Rally du Kenya en 1969, sur Peugeot 504 du Team Marchal (copilote P.B.Cliff);
  - 10e de l'East African Rally du Kenya en 1970, sur Peugeot 504 du Team Marchal (Marshalls en anglais) (copilote encore et toujours P.B.Cliff).